# Vlag van Boer

Vlag van Boer

De vlag van Boer is de dorpsvlag van het Nederlandse dorp Boer, in de Friese gemeente Waadhoeke. De vlag werd in 2004 aangenomen en in 2005 geregistreerd. Het ontwerp van de vlag is van de hand van R.J. Broersma.

## Beschrijving
De beschrijving van de vlag is als volgt:
In geel een blauwe golvende schuine baan met een breedte van 2/5 vlaghoogte; in de broekhoek een groene klaver.
De kleuren zijn afkomstig van het dorpswapen.

## Symboliek
- Blauwe schuine baan: beeldt de stroom de Ried uit waar het dorp aan gelegen is.[3]
- Klaverblad: staat symbool voor het agrarische karakter van het dorp.[3]

Kleurstelling: ontleend aan het oude wapen van Franekeradeel.